# 盖施泰滕
盖施泰滕是德国巴登-符腾堡州的一个市镇。总面积92.43平方公里，总人口11601人，其中男性5750人，女性5851人（2011年12月31日），人口密度126人/平方公里。